# Famila

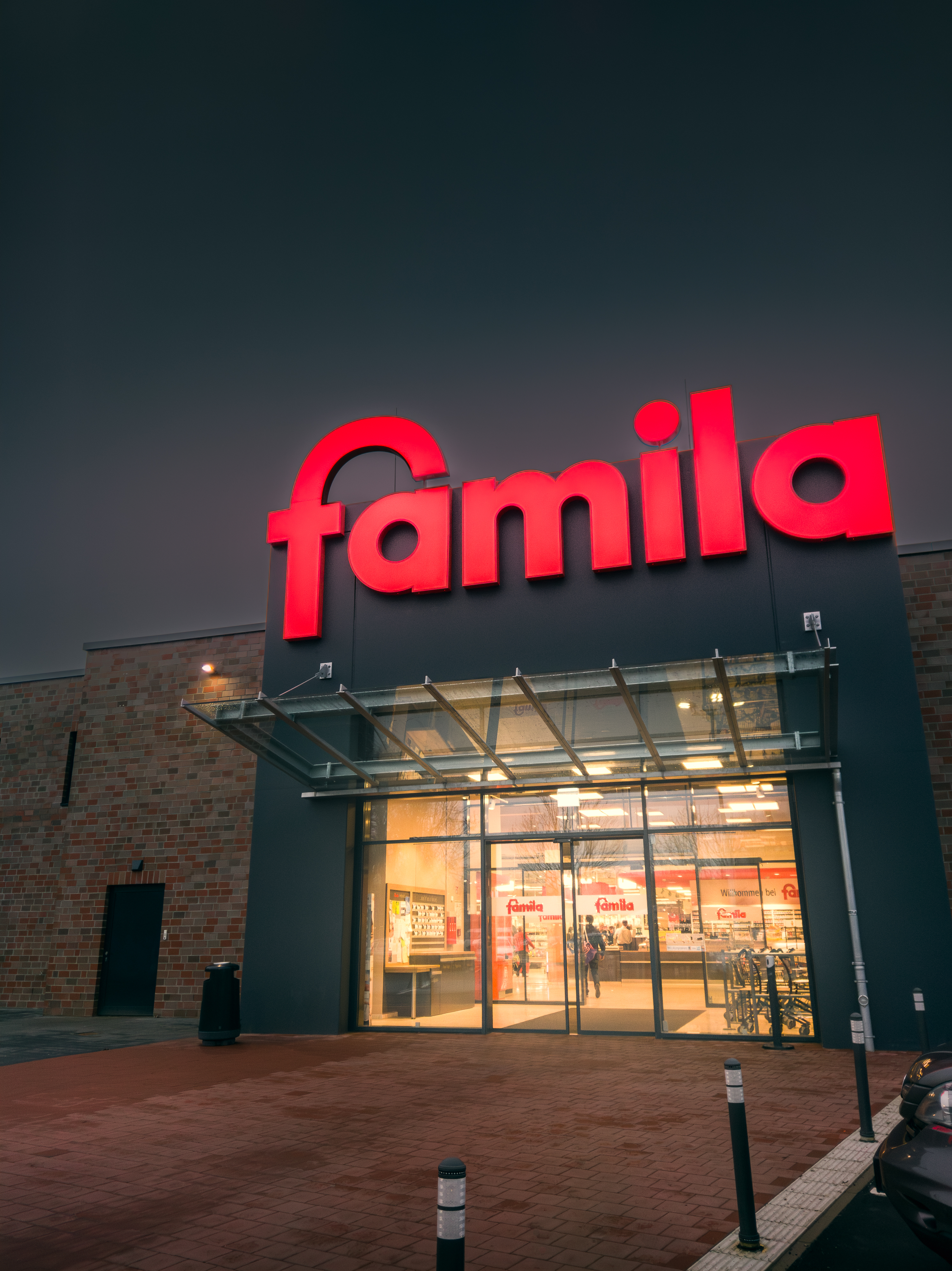
Eingang eines famila Nordost-Marktes

Famila (Eigenschreibweise famila) ist der Name mehrerer SB-Warenhaus- oder Hypermarktketten in Deutschland und Italien, die unter demselben Logo firmieren. Der Name wird räumlich aufgeteilt von mehreren eigenständigen Handelsgruppen benutzt (beispielsweise im Nordwesten von Deutschland von der Bünting-Gruppe), unter deren Dach sich jeweils weitere Handelsgesellschaften befinden (im Falle der Bünting-Gruppe zum Beispiel die Supermarktketten Markant und Combi).

## Geschichte
Die Famila-Warenhäuser gehen auf das Jahr 1968 zurück, als unter der Führung von Adolf Spinner aus Offenburg im Kreis der früheren A&O-Großhändler Bartels-Langness, Bremke & Hoerster, Bünting und Lupus die Idee entstand, eine gemeinsame Handelskette aufzubauen, um sich gegenüber der damals wachsenden Konkurrenz der Großflächenmärkte zu wappnen. Es gelang so, nicht nur bundesweit flächendeckend eine gemeinsame Marke zu nutzen und nach außen hin als einheitliche Warenhauskette aufzutreten, sondern zugleich die Regionalität zu wahren. Gegründet wurde dafür eine einheitliche Famila-Zentrale in Heidelberg, an der neben den fünf Großhandelsgesellschaften mit jeweils 5 % das Bankhaus Merck Finck & Co mit 50 % sowie das zur Oetker-Gruppe gehörende Bankhaus Lampe mit 25 % beteiligt waren. Die Heidelberger Zentrale, die neben ihrer Aufgabe der Versorgung der Regionalgesellschaften durch vielfältige Dienstleistungen selbst mit jeweils 51 % an den Regionalgesellschaften beteiligt war (die restlichen 49 % gehörten den Großhändlern selbst), wurde 2001 aufgelöst. Rückwirkend zum 1. Januar 2001 erwarben die Großhandelsunternehmen jeweils die restlichen 51 % von der Heidelberger Zentrale.
Die heutige Famila-Warenhauskette umfasst die Vertriebsgebiete im Nordwesten (Bünting) und Nordosten (Bartels-Langness) Deutschlands. Des Weiteren gibt es Märkte in Italien und Expansionspläne auf die Niederlande. 2009 wurde die deutsche Famila-Warenhauskette (Nordwest, Nordost und Rhein-Neckar) auf Platz 1 der beim Kundenmonitor Deutschland in der Kategorie „Kundenzufriedenheit“ vor Globus, Hit, Kaufland, Marktkauf, Real und Toom gewählt.

## Vertriebsgebiete (Deutschland)
In Deutschland teilt bzw. teilte sich die Famila-Gruppe in folgende Unternehmen:

### Famila Nordost

Logo ohne Slogan von famila Nordost

1974 wurde das erste Famila-Warenhaus der Famila Handelsmarkt Kiel GmbH & Co KG in Eutin eröffnet. 2000 wurden 25 Magnet-Märkte der Tengelmann-Gruppe übernommen, vier Jahre später übernahm man in Flensburg und Wedel je einen Eurospar der Spar Handels AG. Derzeit existieren 90 Filialen in Schleswig-Holstein, Hamburg und Mecklenburg-Vorpommern sowie im östlichen Niedersachsen, Nordrhein-Westfalen und nördlichen Brandenburg. Mehr als 7000 Menschen werden bei Famila Nordost beschäftigt. Die Famila Handelsmarkt Kiel GmbH & Co KG ist Tochtergesellschaft des Unternehmens Bartels-Langness. Im Februar 2011 wurde, nach Bedenken des Kartellamts hinsichtlich der Übernahme aller Märkte durch Edeka, bekannt gegeben, dass die Ratio-Verbrauchermärkte in Löhne und Bielefeld durch die Famila Nordost übernommen werden.
Nachdem Bünting, Mutterkonzern der Famila-Verbrauchermärkte im Nordwesten, an der Übernahme von Ratio interessiert gewesen sein soll, dringt die Unternehmensgruppe Bartels-Langness damit in das Expansionsgebiet der Famila Nordwest vor. Im Dezember 2016 übernahm Bartels-Langness neun sky-Märkte der coop eG und einen Rewe-Markt. Drei sky-Märkte wurden zu Famila, darunter der Standort in Nauen, womit Famila seinen zweiten Markt in Brandenburg eröffnete. Der erste Standort besteht seit den 1990er Jahren in Perleberg. Ein dritter Standort in Brandenburg erfolgte mit der Übernahme des real-Marktes in Falkensee und der Eröffnung am 11. Juli 2022. Es ist der einzige von Bartels-Langness übernommene real-Standort.

### Famila Nordwest (zuvorfamila Leer Oldenburg)

Logo mit Slogan von famila Nordwest

Im Jahr 1967 eröffnete in der Ammerländer Heerstraße in Oldenburg das erste Famila-Warenhaus der heutigen Famila Nordwest. 1977 wurde das erste famila Center in Oldenburg eröffnet, das bei seiner Eröffnung mit 18.000 m², davon 10.000 m² Verkaufsfläche, der größte Verbrauchermarkt in Deutschland war. Seitdem wurde das Vertriebsgebiet erweitert. Im März 1995 verkaufte das Unternehmen Promohypermarkt seine vier Continent-Standorte in Moormerland-Warsingsfehn, Ostrhauderfehn, Varel, Westerstede an die Bünting-Gruppe, die die Märkte auf Famila umflaggte.
2009 existierten 21 Verbrauchermärkte im Nordwesten im westlichen Niedersachsen sowie am Rande Bremens (bis 2007 existierte in Bremen selbst ein Famila-Markt, ehe dieser abgerissen und durch die kleinere Bünting-Vertriebslinie Combi ersetzt wurde). Die famila Verbrauchermarkt Einkaufsstätte GmbH & Co. KG gehört zur Bünting-Gruppe und hat ihren Sitz im niedersächsischen Leer (mit dem Umzug von Oldenburg nach Leer änderte sich der Name der Regionalgesellschaft).
Das Unternehmen betreibt zugleich weiterhin den größten Famila-Markt deutschlandweit, den Famila XXL im Famila-Einkaufsland Wechloy in Oldenburg (früher famila Center). Seit dem Frühjahr 2007 wurde er von 18.000 m² um 7.000 m² auf 25.000 m² erweitert und komplett renoviert, teilweise sogar abgerissen und neu gebaut. Er dient auch als Vorzeigemarkt für Vertreter anderer Gemeinden, in denen die Bünting-Gruppe expandieren oder umbauen will. Neben dem Supermarkt selbst sind am Standort Wechloy zahlreiche andere Handelsunternehmen vertreten. Im Dezember 2020 wurde in Syke, nach Renovierung, der modernste Famila eröffnet. Nach diesem Modellmarkt, sollen nun alle Märkte modernisiert werden.

### Famila Rhein-Neckar (bis 2010)

Logo mit Slogan von famila Rhein-Neckar

Die famila Handels-Betriebe GmbH & Co. KG Rhein-Neckar betrieb 12 Warenhäuser mit 1400 Beschäftigten im südlichen Hessen, südlichen Rheinland-Pfalz sowie überwiegend in Baden-Württemberg und gehörte zur Lupus GmbH. Neben den Supermärkten hatte Famila sich im Rhein-Neckar-Gebiet auf so genannte Weinkontore in Karlsruhe und Pforzheim spezialisiert, die ein überdurchschnittlich großes Angebot an Weinen anboten. Im Dezember 2009 wurde angekündigt, dass alle Filialen, ein Cash-&-Carry-Markt (dessen Übernahme wiederum durch die Edeka-Südwest-Tochter Union SB beim Bundeskartellamt beantragt wurde) sowie die komplette Belegschaft zu Kaufland wechseln sollen. Mit der im Januar 2010 erteilten Zustimmung durch die Kartellbehörden konnte der Fortbestand von Standorten und Arbeitsplätzen und der direkte Übergang der Supermärkte zum 1. Februar 2010 erreicht werden. Die Mitarbeiter erhielten eine einjährige Beschäftigungsgarantie. Die entsprechende Internetadresse wurde seitens der Bünting-Gruppe übernommen und auf den Online-Shop familanordwest24.de der Warenhauskette der Famila Nordwest, der hierzu zwischenzeitlich den Namen myfamila.de führte, weitergeleitet.

### Famila Arnsberg / Soest (bis 2003)

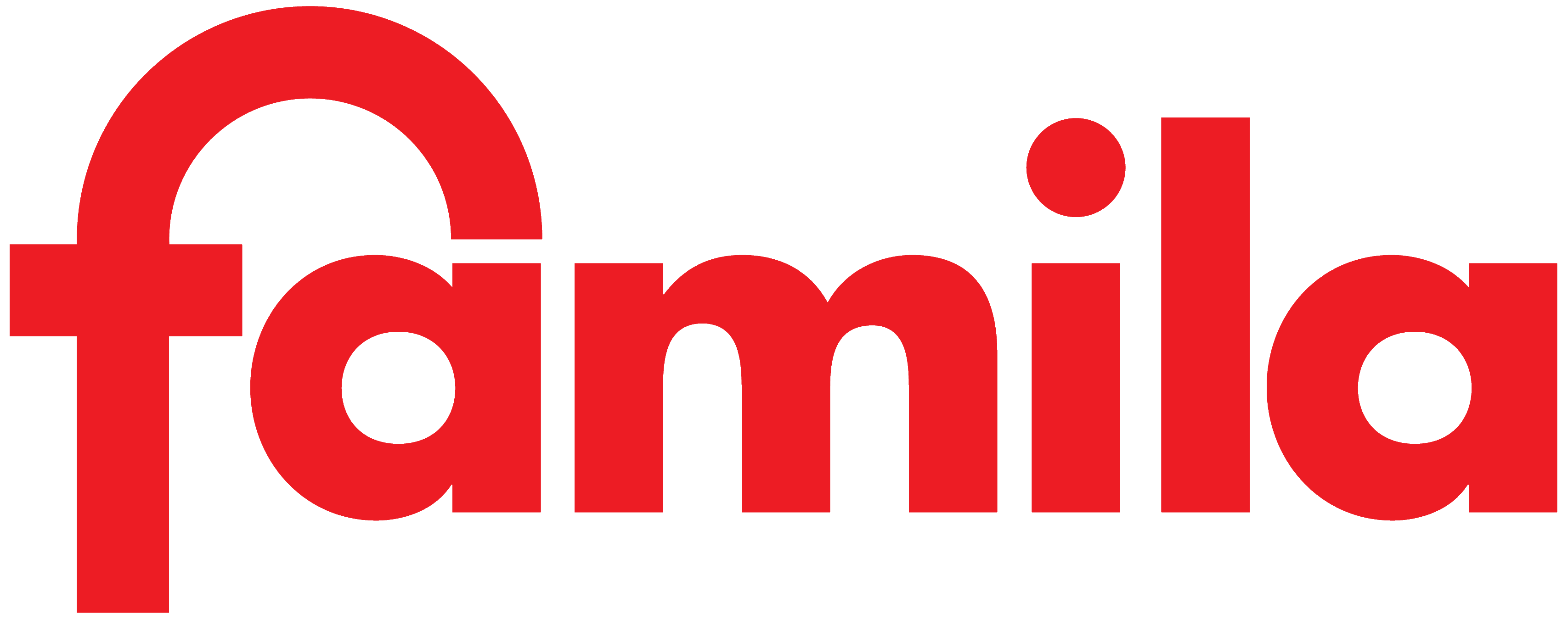
Logo von famila Arnsberg / Soest

Die Famila-Warenhaus GmbH u. Co. KG mit Sitz im nordrhein-westfälischen Arnsberg der Bremke & Hoerster GmbH & Co. betrieb sowohl im Westen als auch im Osten Deutschlands Märkte. In Bergkamen entstand 1968 der erste westdeutsche Famila-Markt der Gesellschaft, beim ersten Markt in Ostdeutschland handelte es sich um den Markt in Steinpleis, der 1992 eröffnet wurde. 1995 folgte der Standort in Glauchau. Bereits im Dezember 1994 konnte man den ehemaligen Kolossa-Standort in Zeitz übernehmen. Während man bereits 1991 mit der Umweltarbeit, z. B. in den Bereichen Entsorgung und Energienutzung begann, folgte ab 1997 eine Kooperation mit Naturland. Ab Anfang 2000 vertrieb man ausschließlich Lebensmittel ohne Gentechnik. Der ehemalige Stammsitz in Soest wurde bis Ende 2001 an den Hauptsitz des Mutterunternehmens nach Arnsberg verlegt. Die Gesellschaft wurde zum 2. August 2003 an die Kaufland-Stiftung verkauft. Bis dahin gab es noch 35 Verbrauchermärkte mit 3150 Beschäftigten, die überwiegend in Nordrhein-Westfalen angesiedelt waren. Bereits zum 1. Februar 2003 wurden drei der acht in Ostdeutschland liegenden Märkte in Steinpleis, Glauchau und Zeitz an Kaufland veräußert.

### Famila Berlin (bis 2001)

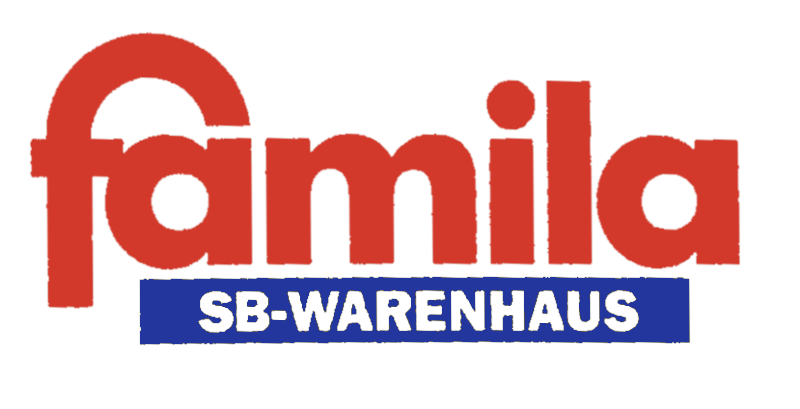
Logo von famila Berlin

Von Januar 1992 bis Juli 2001 existierte die in Berlin ansässige Famila Handelsmarkt GmbH & Co Betriebs KG, die zur Meyer & Beck Handels KG gehörte. Im Januar 1993 eröffnete in Eberswalde der erste Markt der Gesellschaft. Vorausgegangen waren acht Monate Bauzeit. 1995 folgten mit Märkten in Neubrandenburg (Oktober 1995) und in Potsdam-Waldstadt (2. November 1995, 4600 Quadratmetern) weitere Standorte. Mitte Juni 1998 betrieb man sechs Filialen. Mit dem Standort an der Avenue Charles de Gaulle in der Cité Foch in Reinickendorf öffnete am 1. Juli 1998 erstmals ein Markt in Berlin. Der letzte Markt eröffnete am 29. März 2001 in Dresden-Strehlen. Im April 2001 kamen erste Gerüchte zum Verkauf von Famila Berlin auf. Nur einen Monat später wurde der komplette Verkauf verkündet. So wurden die bestehenden Märkte, unter anderem im Forum Neukölln (den heutigen Neukölln Arcaden, am 2. September 2000 eröffnet) in Berlin-Neukölln, schließlich von der Kaufland-Stiftung übernommen. Insgesamt betrieb Famila Berlin neun Standorte, zwei in Berlin (ein dritter im heutigen Victoria-Center in Berlin-Lichtenberg war im Bau) sowie sieben Standorte in den neuen Bundesländern.

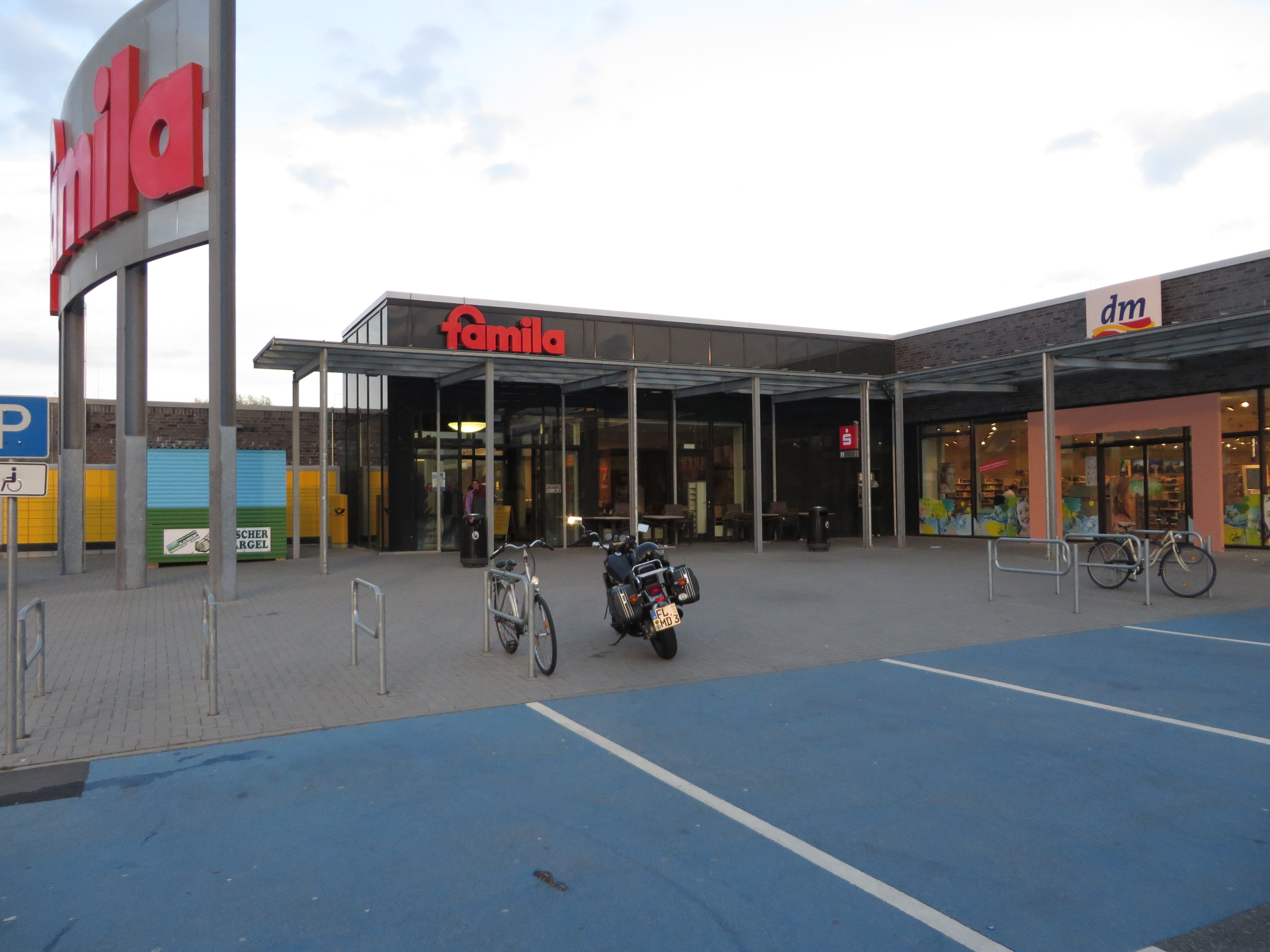
Ein Famila-Einkaufszentrum (Famila Nordost) in Flensburg-Wasserloos (2015)
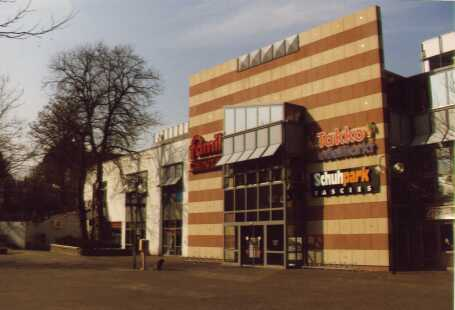
Ehemaliges Famila-Einkaufszentrum (Bremke & Hoerster) in Gevelsberg

## Vertriebsgebiete (weitere Staaten)

### Italien

Logo mit Slogan von famila Italien

Seit 1984 ist famila Italien, mit 277 Famila-Märkten in fünf zur SELEX-Gruppe gehörenden Regionalgesellschaften aufgeteilt, in Italien vertreten. Der erste Famila-Markt eröffnete im gleichen Jahr in Bozen, 1993 folgte der erste Markt der Vertriebslinie Iperfamila in Vicenza. Famila ist in mehreren italienischen Regionen tätig und betrieb 2016 neben den normalen Famila-Märkten zwölf Iperfamila und 26 Superstore famila. Einzelne Handelsunternehmen nutzen den Namen Famila nicht mehr. So meldete 2018 das Unternehmen Roberto Abate spa Insolvenz an und schloss vorübergehend einen Teil seiner Filialen, darunter auch Famila-Märkte. Die restlichen Märkte wurden später weiterveräußert und umgeflaggt. 2019 flaggte das Unternehmen L'Abbondanza seine A&O- und Famila-Märkte auf die Vertriebslinie Gala um. 2022 erwirtschaftete man einen Umsatz von 2,7 Milliarden Euro. Aktuell wird in vier Vertriebslinien (aufsteigend sortiert, nach Größe der Märkte) unterteilt: Famila Market, Famila, Famila Superstore und Iperfamila. Famila tritt in Italien als Sponsor des mehrfachen italienischen Frauen-Basketballmeisters famila basket schio aus Schio, Venetien auf.

### Niederlande

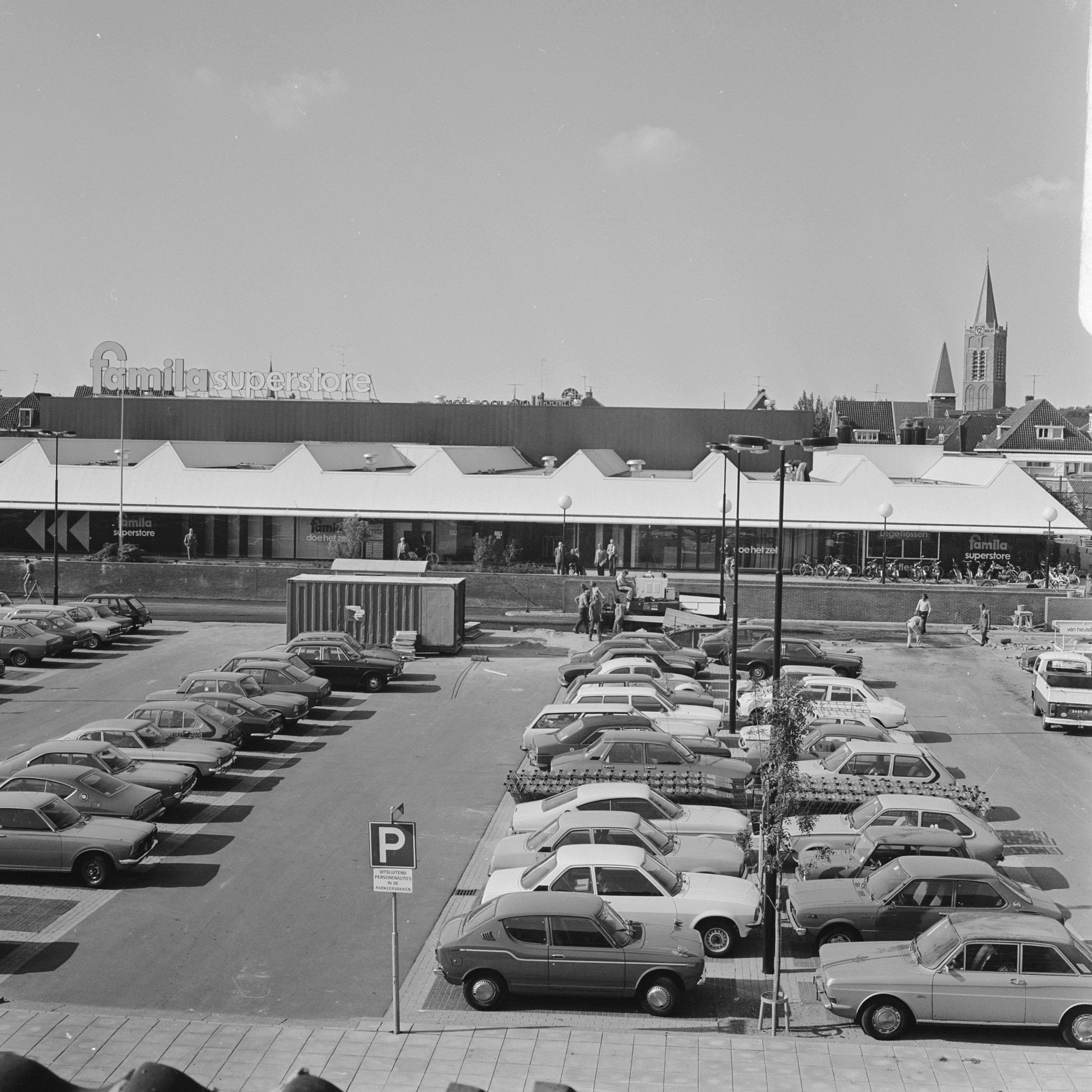
Famila-Markt im niederländischen Beverwijk am 19. September 1977

Bereits zwischen 1971 und 1982 versuchte die deutsche Famila-Zentrale in Heidelberg gemeinsam mit dem niederländischen Handelsunternehmen Schuitema Famila-Warenhäuser in den Niederlanden zu etablieren. Dieser Versuch scheiterte jedoch, auf Grund der deutlich zu unterscheidenden Marktstruktur in den Niederlanden. So bestehen in den niederländischen Kommunen im Idealfall Lebensmittelmärkte auf einer Größe zwischen 1500 m² und 2000 m², die ausschließlich Lebensmittel anbieten. Im Durchschnitt sind sie jedoch häufig kleiner, da niederländische Händler in den Warenhäusern eine Bedrohung für ihre Regionen sehen und somit in vielen niederländischen Kommunen der ausschließliche Verkauf von Lebensmittel in Supermärkten gestattet wird. Die drei bestehenden Märkte wurden an Albert Heijn veräußert, ein vierter und fünfter wurden auf Grund der finanziellen Risiken nicht verwirklicht. Laut T. Monshouwer (ehemaliger Direktor bei Schuitema), sei das Scheitern der Famila-Warenhauskette in den Niederlanden darauf zurückzuführen, dass es keine Kenntnisse über den Ein- und Verkauf von Non-Food-Artikeln gegeben habe und die geringe Größe der Niederlande nicht geeignet sei für SB-Warenhäuser.
Stand 2009 verfolgte die Bünting-Gruppe, die im Nordwesten Deutschlands die Famila-Warenhäuser betreibt, eine Expansion in das an das Vertriebsgebiet angrenzende Ausland. So sollten erneut Famila-Warenhäuser in den Niederlanden eröffnet werden. Bis 2011 sollte demnach zunächst im Norden (Leeuwarden) oder Osten (Emmen) ein erster Verbrauchermarkt auf einer Fläche von bis zu 7000 m² entstehen. Weitere Verbrauchermärkte sollten folgen, auch der Westen der Niederlande wurde als langfristiges Ziel angesehen. Für die Expansion hat die Bünting-Gruppe in Drachten eigene Büroräume. Bereits Erfahrung mit niederländischen Kunden sammelte das Unternehmen sowohl im Ems-Park in Leer, für das dort einst angesiedelte Famila-Warenhaus (inzwischen geschlossen) bestand ein eigener niederländischer Internetauftritt, als auch durch zahlreiche Kunden, die das Famila-Einkaufsland in Oldenburg-Wechloy besuchen.

### Tschechien
Auch in Tschechien bestanden kurzzeitig Famila-Standorte, betrieben durch Bremke & Hoerster (Famila Arnsberg/Soest). So wurde im September 1995 bekannt, dass 1996 das erste tschechische SB-Warenhaus in Kladno bei Prag eröffnen soll. Die Eröffnung erfolgte am 3. September 1996. Das SB-Warenhaus umfasste dabei auf 4000 Quadratmetern rund 25.000 Artikel, 100 Mitarbeiter arbeiteten zu diesem Zeitpunkt am Standort. Weitere Filialen sollten in Most und Mladá Boleslav folgen, bis zu zehn Standorte waren geplant. Famila zog sich, mit dem zum 31. Dezember 1997 wirksamen Verkauf an Lidl & Schwarz, Anfang 1998 wieder aus Tschechien zurück. Zu dem Zeitpunkt bestanden zwei Märkte, die fortan als Kaufland flaggen, diese sowie die Immobilien gingen an das Unternehmen aus Neckarsulm.